# Carolusborg

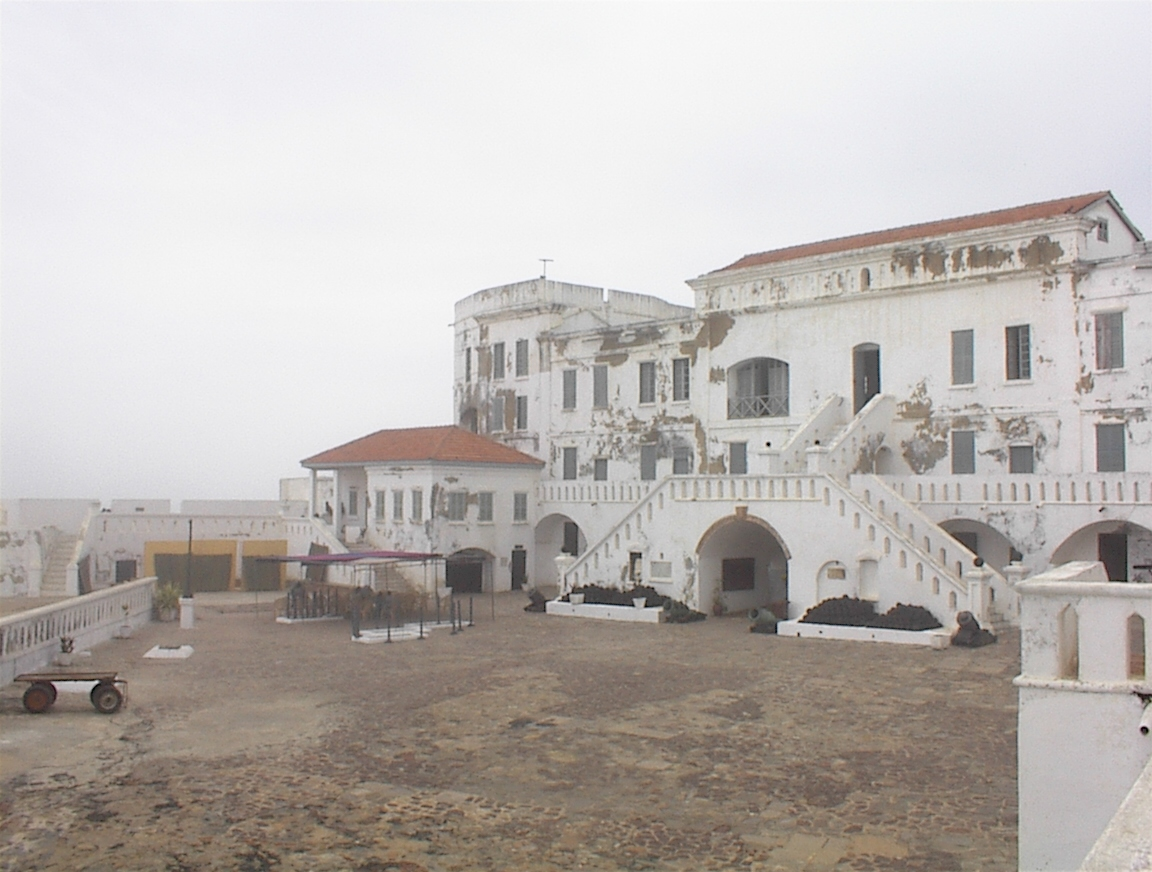
Carolusborg / Cape Coast Castle

Carolusborg, även känt som Carlsborg, nu Cape Coast Castle, var ett svenskt handelsfort beläget på den afrikanska Guldkusten (Cabo Corso eller ibland Svenska Guldkusten) i nuvarande Ghana.

## Historia
Man tror att det redan 1637 kan ha legat en befäst holländsk handelsstation av timmer på platsen. 1652 grundade Henrik Carloff från Rostock  ett fort av timmer för den svenske kungen Karl X Gustaf. Det blev därefter ombyggt i sten. Fortet skulle möjliggöra svensk handel på den afrikanska kontinenten, via kolonin Cabo Corso.
Fortet förblev bara i svensk besittning fram till 1658, då det erövrades för den danska kungen – av precis samma Carloff som nu gick i dansk tjänst, med hjälp av upp till 2000 lokala Fetu-krigare. Danskarna fråntogs dock fortet (nu Carlsborg) av holländarna. Det övergick sedan till fetuerna. Fortet blev 1664 en engelsk besittning, varav det fick sitt nuvarande namn. 
Fortet blev huvudsäte för britterna på Guldkusten fram tills 19 mars 1877 då det tidigare danska Fort Christiansborg i staden Accra blev huvudsäte. Cape Coast Castle fungerade fram tills då som utgångspunkt för de brittiska militärernas fälttåg mot ashanti-folket, som till sist ledde till brittiskt överhöghet över hela Guldkustkolonin, idag känd som Ghana. 
I början fungerade det som handelsfort för guld och elfenben, men gradvis blev slavhandeln det dominerande elementet i handeln.  Ofta utväxlades europeiska skjutvapen för slavarna – som vid många tillfällen var krigsfångar tagna i interna konflikter mellan lokala riken. Kasematterna var ofta överfyllda, medan de olycksaliga fångarna väntade i veckor, några gånger i månader, på att bli transporterade över Atlanten.
År 1979 utsågs Carolusborg tillsammans med tre befästningar och ett tiotal andra fort längs Ghanas kust till världsarv av Unesco.